# Sainte-Marie-sziget
A Sainte-Marie-sziget, vagy Nosy Boraha, sziget Madagaszkár keleti partjai közelében. A sziget legnagyobb városa Ambodifotatra. A sziget az Analanjirofo régió közigazgatási körzete. Területe 222 km², lakosainak száma 2013-ban 26 547 volt.

## Kormányzat
A sziget irányítása Analanjirofo régió Nosy Boraha körzetéhez ˙(commune urbaine) tartozik.
A lakosság az évszázadok során sokat változott. Eredetileg ausztronéz népek éltek rajta, csakúgy, mint Madagaszkáron, majd kalózok vették át az irányítást. Napjainkban ugyanazok az emberek lakják, akik Madagaszkár északkeleti partján is élnek.

## Földrajza
A sziget 60 km hosszú és kevesebb mint 10 km szélessgégű. A várost a Sainte Marie Airport szolgálja ki.

## Kalózok idején

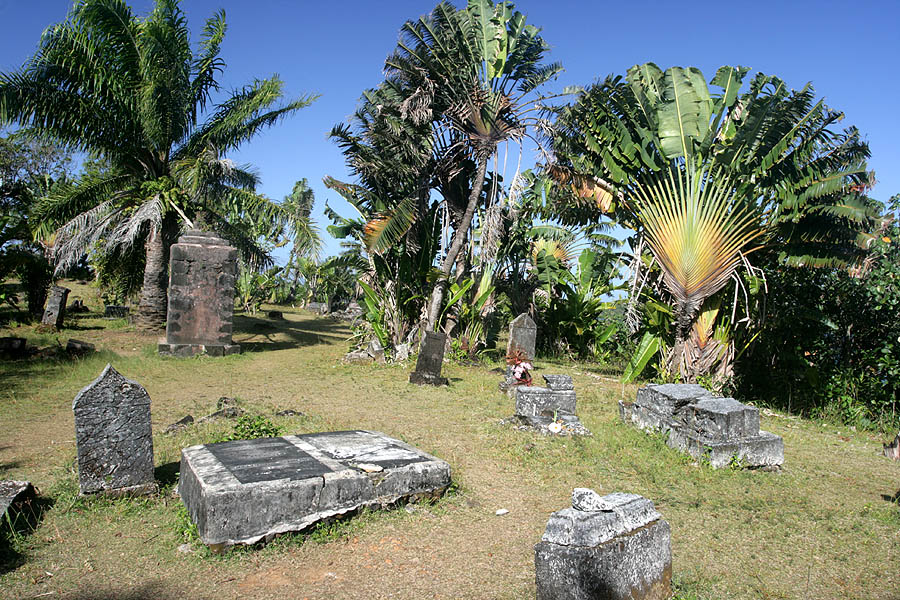
Kalózok temetője a szigeten

A Sainte-Marie-sziget a 17. és a 18. században a kalózok kedvelt bázisává vált, akik 1691-től, Adam Baldridge-tól kezdődően egészen 1719-ig, John Pro idejéig tartózkodtak itt Ennek több oka volt: a sziget közel helyezkedett el azokhoz a fő hajózó útvonalakhoz, amelyeken a hajók, rakterükben gazdag rakománnyal, a Kelet-Indiai Szigetvilágból visszatértek Európába; a sziget öblei védelmet nyújtottak a viharoktól; végezetül a sziget bőséges táplálékot nyújtott a kalózoknak. Legendás kalózok, William Kidd, Robert Culliford, Olivier Levasseur, Henry Every, Abraham Samuel és Thomas Tew élt a Sainte-Marie-sziget legfontosabb városa előtt fekvő öbölben fekvő szigeten, az île aux Forbans-on. Sokan közülük családot is alapítottak itt. Ennek az időszaknak számos emléke található a szigeten.

## Fauna és flóra
A szigetjelleg és a talaját képező korallhomok miatt különleges állat- és növényfajok alakultak ki gazdag faunát és flórát létrehozva. A Sainte-Marie-szigeten több makifaj és számos orchideafaj honos, például az Eulophiella roempleriana. A sziget az egyetlen hely, ahol ismereteink szerint a Delalande-selyemkakukk (Coua delalandei) élt; a faj a 19. század vége felé halt ki, valószínűleg az elvadult macskák miatt.

## Galéria

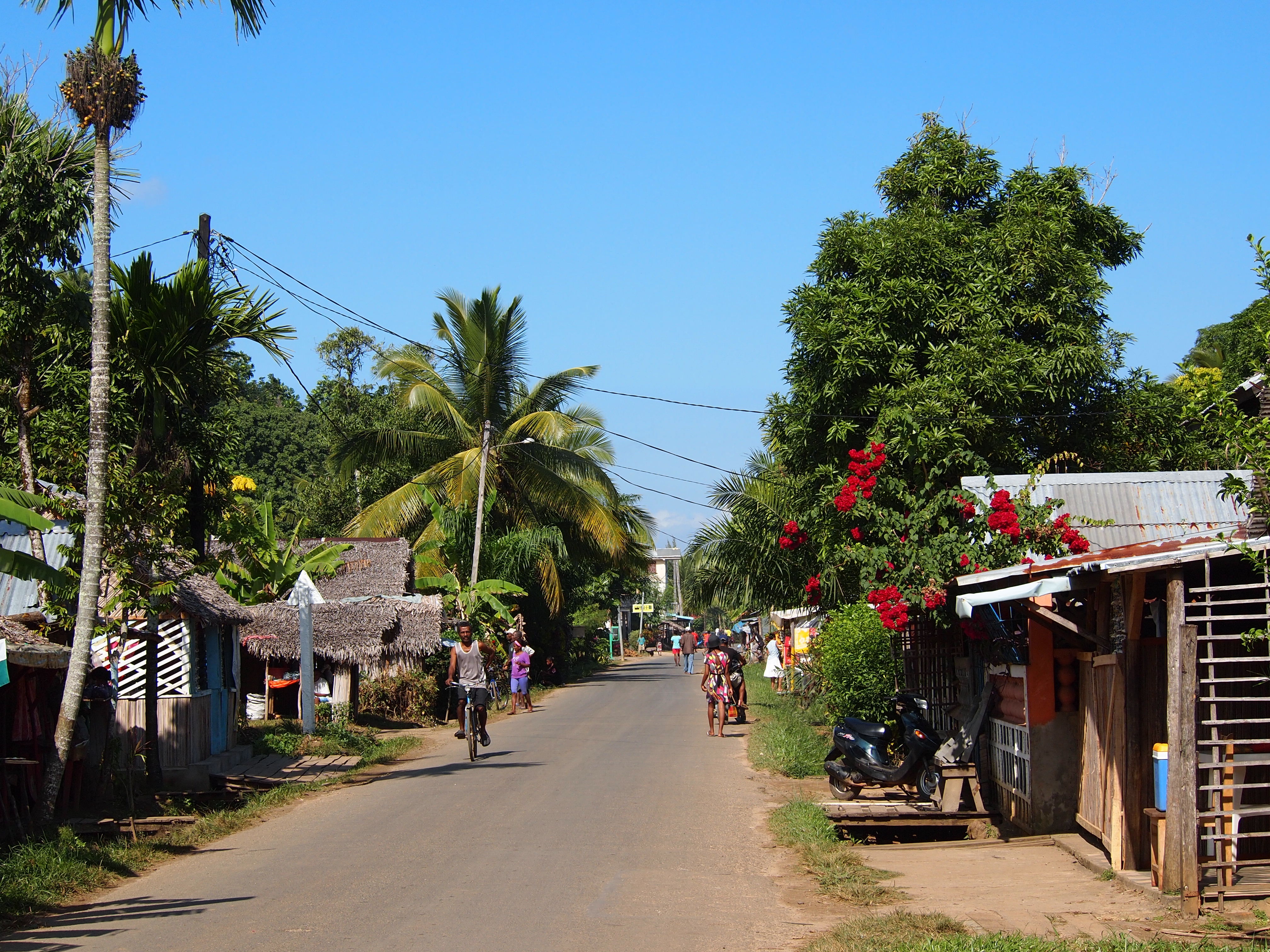
A sziget egyetlen burkolt útja a nyugati parton fut végig
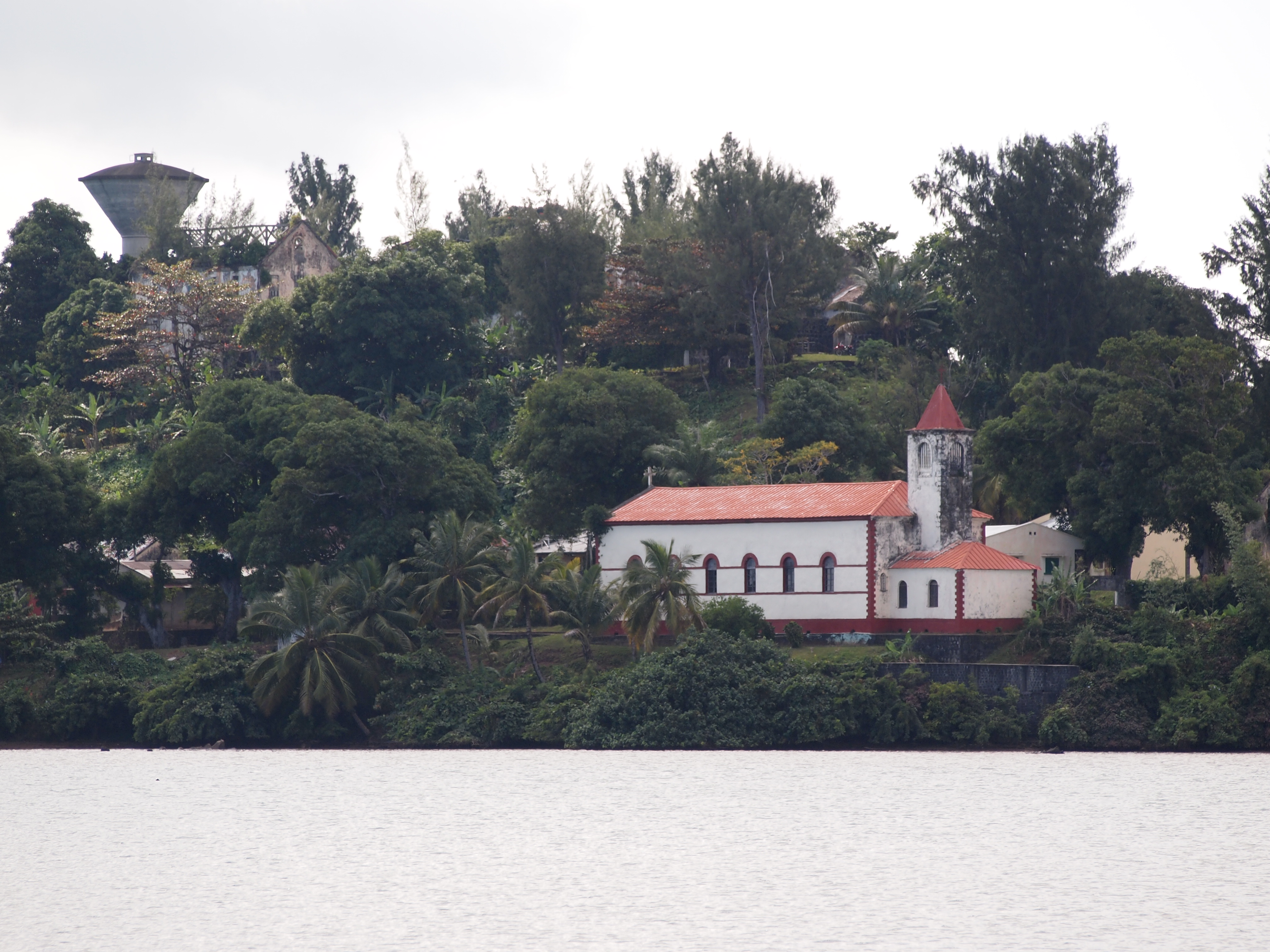
Madagaszkár első temploma, melyet a franciák építettek
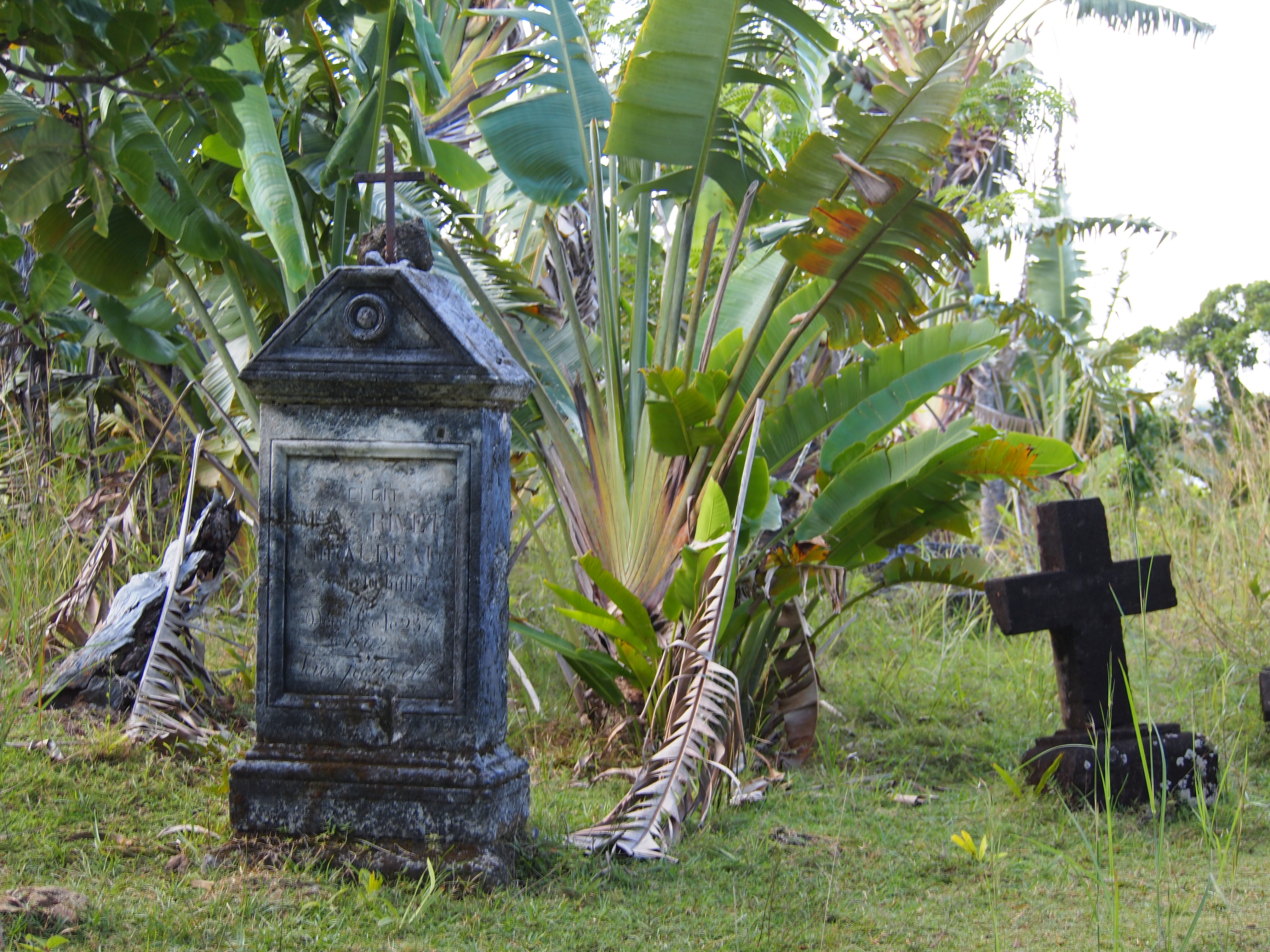
A kalóztemető népszerű túristalátványosság
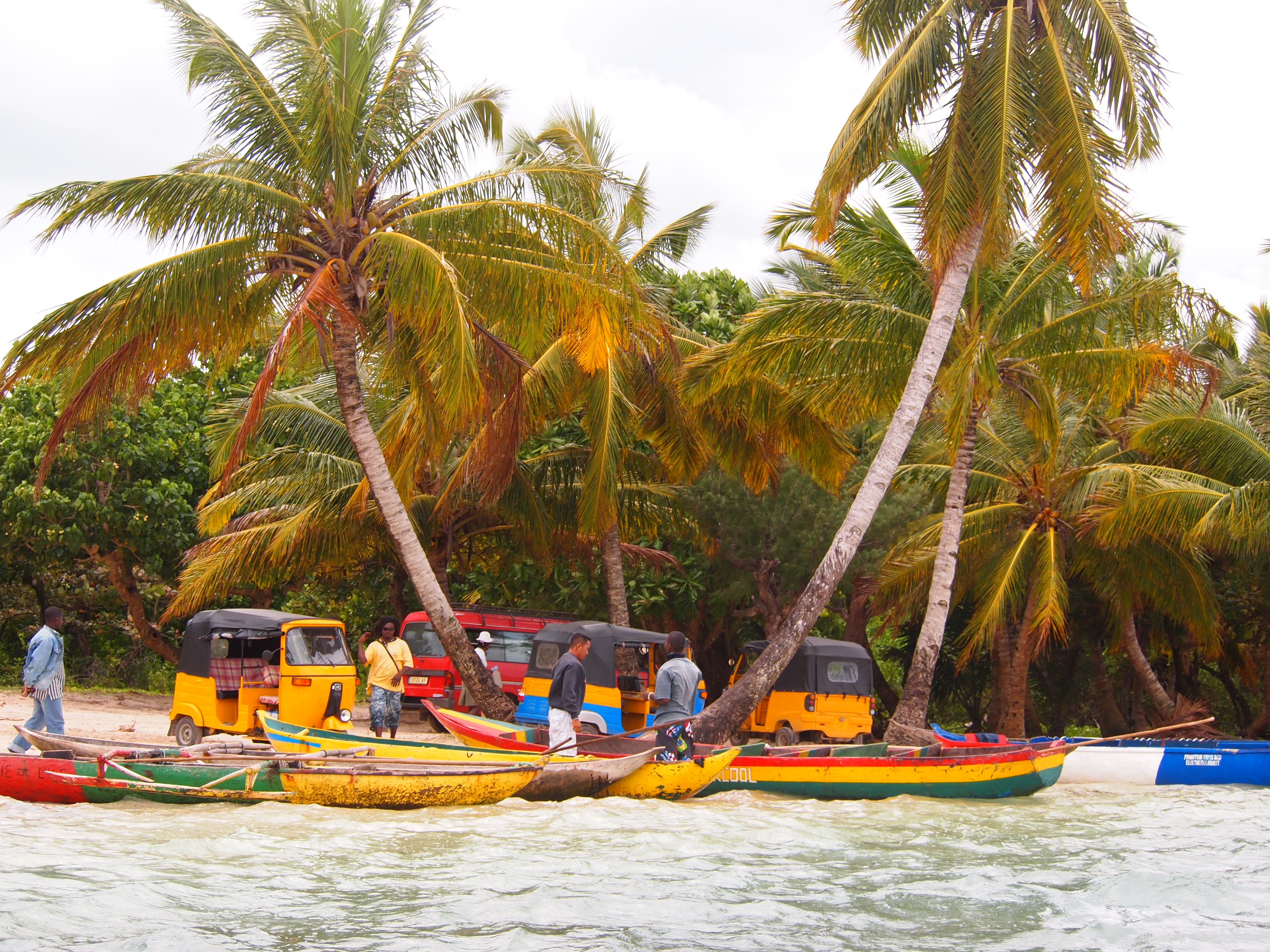
Fatörzsből kivájt kenukkal szállítják az utasokat a Sainte-Marie-sziget és Île aux Nattes-sziget között
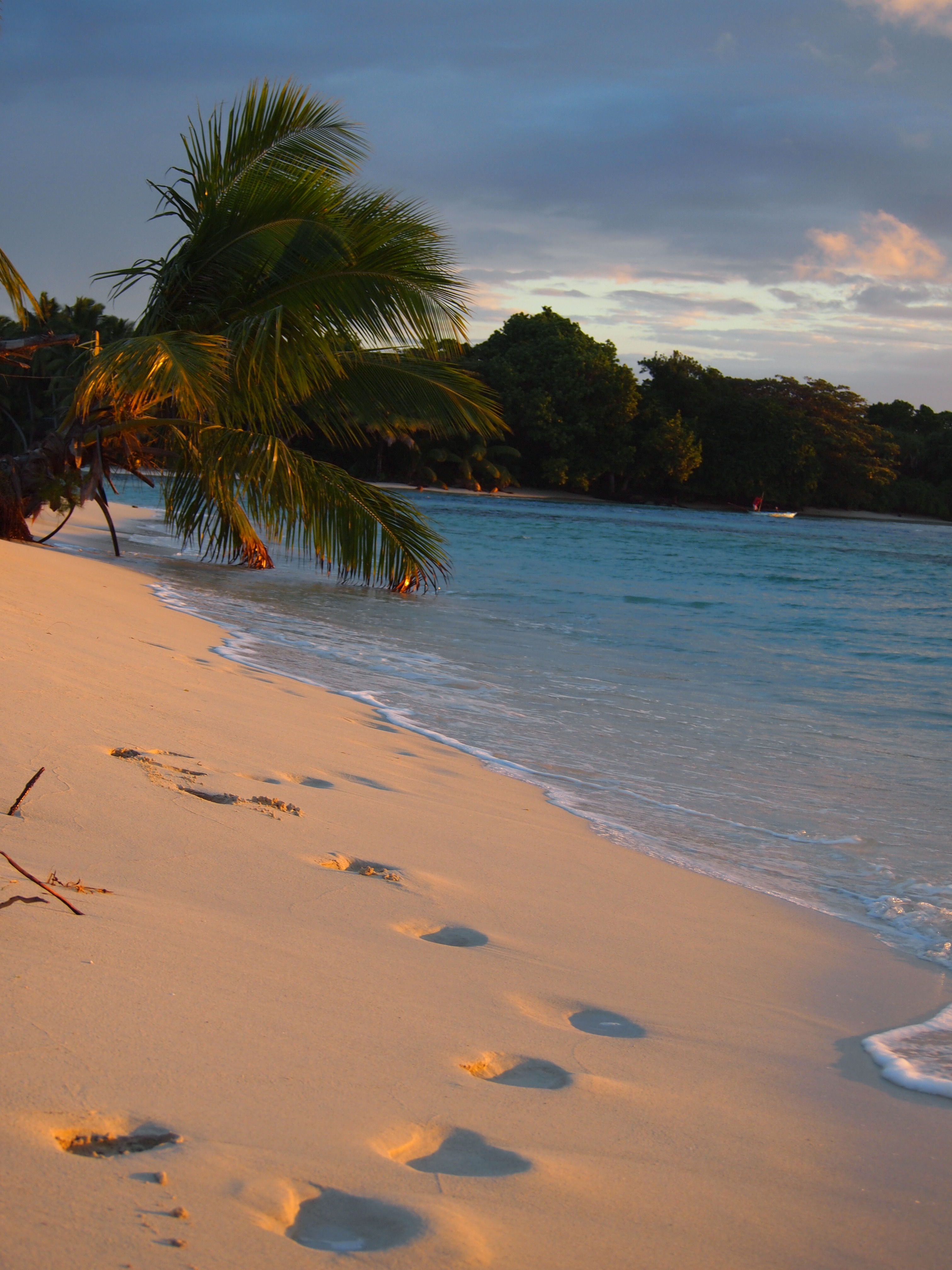
Île aux Nattes látképe a sziget felől
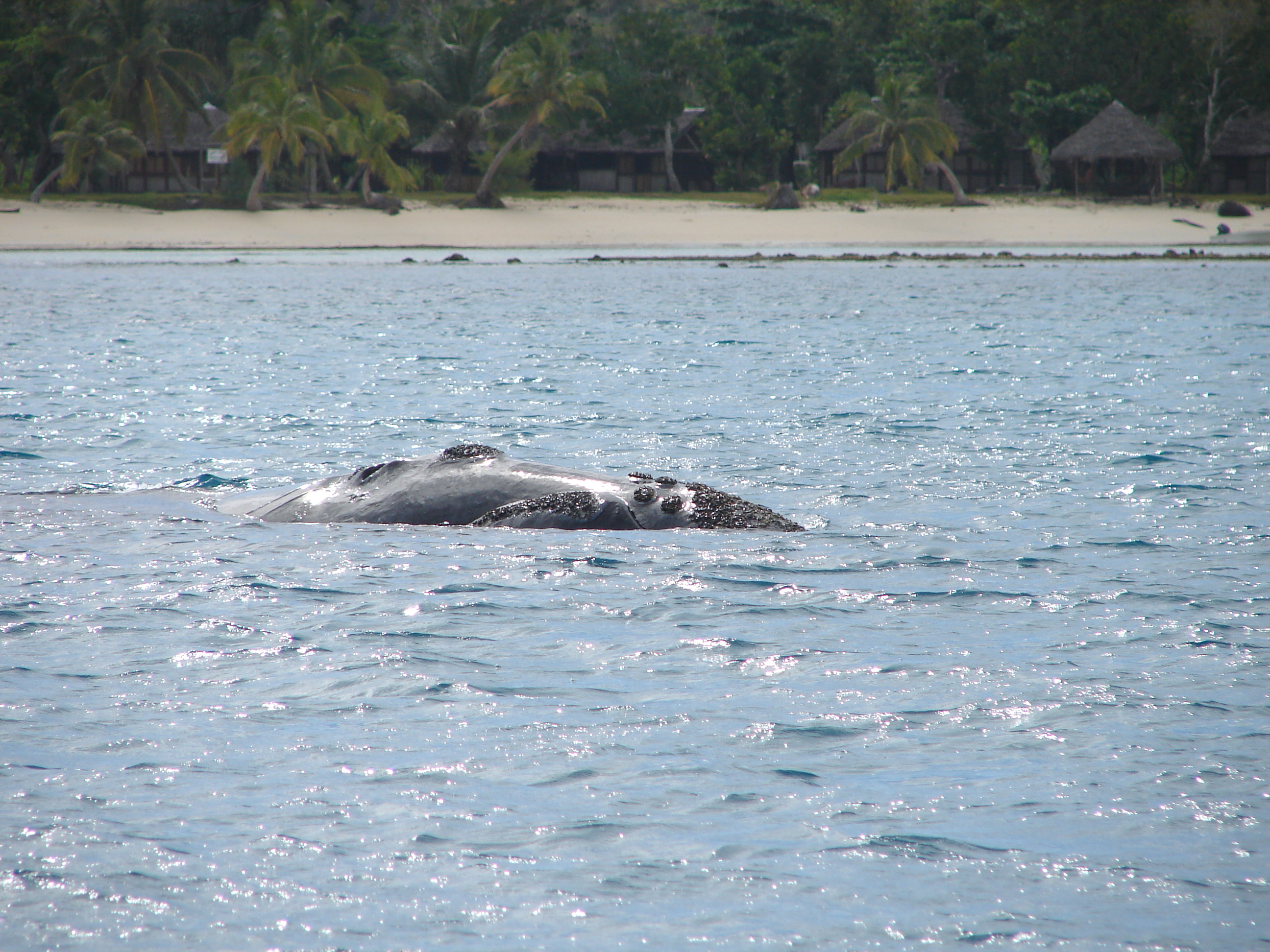
Déli simabálna a sziget partjainál

## Fordítás
- Ez a szócikk részben vagy egészben  a(z)   Île Sainte-Marie című angol Wikipédia-szócikk ezen változatának fordításán alapul.  Az eredeti cikk szerkesztőit annak laptörténete sorolja fel. Ez a jelzés csupán a megfogalmazás eredetét és a szerzői jogokat jelzi, nem szolgál a cikkben szereplő információk forrásmegjelöléseként.